# Compsoneura lapidiflora
Compsoneura lapidiflora är en tvåhjärtbladig växtart som beskrevs av T.S.Jaram. och Balslev. Compsoneura lapidiflora ingår i släktet Compsoneura, och familjen Myristicaceae. Inga underarter finns listade i Catalogue of Life.